# Gomeru
Gomeru es un grupo musical asturiano. Su estilo musical se acerca al punk pero dejan influenciarse por otros estilos como el rock, ska, hardcore o funk. Se caracterizan por cantar en lengua asturiana incluyendo la gaita como instrumento tradicional en sus canciones. Son unos de los principales impulsores de la lengua asturiana en la escena musical alternativa asturiana.

## Historia
El gomeru es un arma que representa la lucha en las calles de Asturies, un arma hecha a mano contra la represión, un arma del pueblo y sobre todo de la clase obrera. De ahí viene el nombre de este grupo de Oviedo que acaba de sacar a la luz su último trabajo 'Bales de rabia', rabia que se refleja en sus letras que nos hablan de la represión que está sufriendo la cultura de su pueblo, así como el movimiento obrero o el movimiento antifascista e independentista. Sus canciones tienen un claro mensaje anticapitalista que también llevan a la práctica al distribuir sus maquetas autoproducidas (Griesca na Cai, 2006) y (Bales de Rabia, 2008), y su disco Llume (2009) en locales sociales, bares, radios y conciertos directamente sin tener que pasar por el canon de la SGAE o vender en grandes centros comerciales como hacen otros grupos que presumen de esto. 
En cuanto a su estilo musical podemos decir que hacen un punk-rock contundente fusionado con ritmos ska, hardcore y con el folk tradicional asturiano al incluir la gaita en sus canciones. Grupo muy joven que ya se está haciendo un pequeño hueco en la música comprometida asturiana.

## Formación
Su formación actual está compuesta por Hugo (voz), Chupa (guitarra solista), Fula (batería), Carlos (gaita y saxo tenor), Mazetu (bajo)Mateo (Trompeta), Taibo (saxo alto) y Rosón (gaita)

## Ex componentes
Banzi (bajo), Pablo (bajo), Anael (guitarra) Toño (guitarra) y Rubio (batería).

## Discografía
- Grieska Na Cai) - Autoproducido, 2005

1. Tuerques y torniellos
2. Dos sieglos de llucha
3. La causa
4. Oficialidá

- Tributo a la Polla Records Dende Asturies 2006

1. La Futbolera

- Bales de Rabia - Autoproducido, 2008

1. Independencia
2. Actúa Ya
3. Griesca Na Cai
4. Llucha Armada
5. Lluna de llobos
6. I.R.A.
7. Ochobre'l 34
8. Tierra Llibre
9. Nun son les tos pintes

- Llume - Autoproducido, 2009

1. Llume
2. intifada
3. La mio llingua
4. Lluna de llobos (reeditada)
5. Asturies
6. Ira (reeditada)
7. Les cadenes del machismu
8. Bales de rabia
9. Frente Polisariu